# 加藤友康
加藤 友康（かとう ともやす、1948年 - ）は、日本の歴史学者。東京大学史料編纂所名誉教授、元明治大学大学院文学研究科・特任教授。専門は日本史、日本古代史。

## 来歴
東京都出身。東京大学大学院人文科学研究科国史学博士課程中退。1978年東京大学史料編纂所助手、1988年助教授、1995年教授、2005-2007年所長、2013年定年退任、名誉教授、明治大学特任教授。

## 著書

### 編著
- 『日本の時代史 6 摂関政治と王朝文化』（吉川弘文館、2002年）

### 共編著
- 『歴史学事典』全15巻・別巻 (総索引)尾形勇,樺山紘一,川北稔,岸本美緒,黒田日出男,佐藤次高,南塚信吾,山本博文共編 弘文堂 1994-2009
- （石上英一、山口英男）『古代文書論 正倉院文書と木簡・漆紙文書』（東京大学出版会、1999年）
- （由井正臣）『日本史文献解題辞典』（吉川弘文館、2000年）ISBN　	9784642013352
- 『日本史総合年表』瀬野精一郎,鳥海靖,丸山雍成共編 吉川弘文館 2001、第2版　2005年、第3版　2019年　ISBN　9784642014793
- （黒田日出男、加藤陽子、保谷徹） 『日本史文献事典』（弘文堂、2003年）
- （中村士、藤本幸夫、田村憲美）『歴史学事典 14 ものとわざ』（弘文館、2006年）
- 『年中行事大辞典』高埜利彦,長沢利明,山田邦明共編 吉川弘文館 2009年　ISBN　9784642014434
- 『古代山国の交通と社会』鈴木靖民,吉村武彦共編 八木書店古書出版部 2013
- 『『小右記』と王朝時代』倉本一宏,小倉慈司共編　吉川弘文館、2023年　ISBN　9784642046749